# Cour d'honneur
Cour d'honneur (fransk, 'æresgård') betegner gårdrummet mellem en hovedbygning, corps de logis, og sekundære bygninger, eksempelvis stalde og domistikbygninger.
| Arkitektur | Spire Denne arkitekturartikel er en spire som bør udbygges. Du er velkommen til at hjælpe Wikipedia ved at udvide den. |